# اینگرید کلیمکه
اینگرید کلیمکه (آلمانی: Ingrid Klimke؛ زادهٔ ۱ آوریل ۱۹۶۸) سوارکار اهل آلمان بود.
وی همچنین برندهٔ جوایزی همچون برگ بوی نقره‌ای شده‌است.